# Parathelphusa palawanensis
Parathelphusa palawanensis is een krabbensoort uit de familie van de Gecarcinucidae. De wetenschappelijke naam van de soort is voor het eerst geldig gepubliceerd in 1969 door Bott.